# Európai madármegfigyelő napok
Az európai madármegfigyelő napok (EMN, angolul: EuroBirdwatch) évente, az első októberi hétvégén, a madártani szervezetek világszövetsége, a BirdLife International szervezésében megrendezett nemzetközi esemény. A hazai programokat a magyar partnerszervezet, a Magyar Madártani és Természetvédelmi Egyesület (MME) koordinálja. A rendezvény célja, hogy a madárvonulás megfigyelésével, bemutatásával felhívja a figyelmet a madár- és természetvédelem fontosságára, a globális természetvédelmi problémákra, bemutassa a madárvédő szervezetek munkáját, növelje azok társadalmi támogatottságát.
Első alkalommal 1993 októberében rendezték meg 17 ország részvételével (1812 programmal). A 2017-es, 25 éves jubileumi napok már 41 országban (934 programmal) zajlott, melyen 21 704 fő 4 012 868 madarat számlált összesen. Idejét körülbelül az őszi madárvonulásokkal összhangban állapították meg, így az esemény szakmai és közösségi célokat is szolgál egyben, hiszen az akció az európai államok között zajló verseny is. A játékban a helyszínek, a résztvevők, és a látott madarak száma alapján értékelik a részt vevő országokat – a jelentkezők számát az időjárás is leredukálja gyakran. A megfigyelések tehát a mellett, hogy európai szintű információ gyűjtést tesznek lehetővé az őszi madárvonulásról, az ingyenes országos rendezvények sokakat megszólítanak és csábíthatunk ki a szabadba, hogy a madármegfigyelés élményének részesei lehessenek. Ezt a szakmai partnerek terepi vezetői, környezetpedagógusai, madárgyűrűzői segítik és a szervezett programokon a szükséges madarász felszerelésről (távcső, teleszkóp, madárhatározó) is gondoskodnak.
2002-ben az MME volt a központi szervezete Európában a nemzetközi madármegfigyelő napoknak, ami azt jelentette, hogy abban az évben a részt vevő országok Magyarországra küldték be összegyűjtött adataikat. Abban az évben a legtöbb országban nem kedvezett az időjárás a megfigyelőknek – például Finnországban hó esett, több helyen pedig az eső miatt félbeszakították a programot.